# Pinerolo
Pinerolo – miejscowość i gmina we Włoszech, w regionie Piemont, w prowincji Turyn, położona w Alpach.
Według danych na rok 2004 gminę zamieszkiwało 33 269 osób, 665,4 os./km².
W miejscowości jest stacja kolejowa Pinerolo.

## Historia
Po raz pierwszy wzmiankowane w 981 r. w dyplomie cesarza Ottona II jako Pinarolium. W 1064 r. znalazło się we władaniu klasztoru benedyktynów z San Verano. W 1220 r. miasto zajął Tomasz Sabaudzki. Za czasów rządów hrabiów Sabaudii miasto przeżyło okres rozkwitu. W 1295 r. przyjęło rolę stolicy sabaudzkich włości w Piemoncie i pełniło tę funkcję (praktycznie jako stolica sabaudzkiego księstwa Piemontu) do 1418 r., kiedy to Amadeusz VIII połączył wszystkie ziemie sabaudzkie w Italii i Francji.
W latach 1536–1574 pod władaniem Francji. W 1576 od Emanuela Filiberta uzyskało formalnie prawa miejskie. Ponownie zajęte przez Francję na mocy traktatu z Cherasco (1631). Kardynał Richelieu zlecił inżynierowi Jean de Beins wybudowanie w Pinerolo wielkiej fortecy, która by strzegła posiadłości francuskich od strony włoskiej. Powstała forteca, zwana „Donjon”, była używana głównie jako więzienie dla politycznych przeciwników króla Francji Ludwika XIV. Najsławniejszym z więźniów był przez pewien okres tajemniczy „Człowiek w żelaznej masce”.
Pinerolo wróciło ponownie we władanie sabaudzkie w 1696 r. za czasów Wiktora Amadeusza II.
W 1799 Piemont po raz ostatni zajęli Francuzi. Okupacja francuska skończyła się w 1814 r. wraz z upadkiem Napoleona Bonaparte, gdy miasto wróciło w granice Piemontu księcia Wiktora Emanuela I.
W 1849 r. została tu przeniesiona z miejscowości Venaria Reale słynna szkoła jeździectwa (wł. Scuola d’Applicazione di Cavalleria), funkcjonująca do 1945 r. Jednym z jej twórców był kapitan Federico Caprilli. Jego imię nosiła największa hala przystosowana do zawodów w jeździe konnej. Obecnie mieści się tu Narodowe Muzeum Kawalerii (wł. Museo nazionale dell'arma di cavalleria).

## Sport
Obecnie znany ośrodek narciarski (podczas Zimowych Igrzysk Olimpijskich w Turynie przy via Nazionale 87 mieszkała kadra polskich skoczków narciarskich). W Pinerolo znajduje się lodowisko, na którym rozgrywano zawody curlingowe w trakcie ZIO 2006 i Zimowej Uniwersjady 2007.
Z Pinerolo pochodzi Cecilia Salvai, włoska piłkarka, grająca na pozycji obrońcy.

## Miasta partnerskie
- Gap, Francja, od 1963
- Traunstein, Niemcy, od 1986
- San Francisco, Argentyna, od 1996
- Derventa, Bośnia i Hercegowina, od 2005